# 第十三代曼徹斯特公爵亞歷山大·蒙塔古
第十三代曼徹斯特公爵亞歷山大·查爾斯·大衛·德羅戈·蒙塔古（英語：Alexander Charles David Drogo Montagu, 13th Duke of Manchester；1962年12月11日—）是一名大不列顛貴族。亞歷山大出生於澳洲，並持有澳洲與英國的雙重國籍。他自1986年起移居美國，後於2002年繼承其父的曼徹斯特公爵爵位。

## 生平
亞歷山大·蒙塔古出生於澳洲東南部城鎮坎伯當，是第十二代曼徹斯特公爵安格斯·蒙塔古和第一任妻子、報章專欄作家瑪麗·伊芙琳·麥克盧爾（Mary Eveleen McClure）所生的長子。
1984年，亞歷山大在澳洲與比他年長20歲的澳洲籍模特兒馬里昂·斯托納（Marion Stoner）結婚。由於馬里昂指控亞歷山大向她發射魚槍，並因此離開了亞歷山大，二人的婚姻關係只持續了兩個月。他在1985年因22項詐騙罪名成立而入獄三年，其後又在1991年因轉賣一輛租賃而來的汽車而再次被捕。
亞歷山大在1986年移民至美國，並於1993年5月在加州與一名建築推銷員的女兒溫迪·道恩·布福德（Wendy Dawn Buford）二婚。二人的長子出生於1993年，取名為亞歷山大·邁克爾·查爾斯·大衛·弗朗西斯·喬治·愛德華·威廉·金布爾·德羅戈·蒙塔古（Alexander Michael Charles David Francis George Edward William Kimble Drogo Montagu）。
亞歷山大直到再婚三年後，即1996年，才正式與第一任妻子馬里昂離婚。他其後於1999年6月16日與溫迪再添一名女兒，取名為阿什利·飛思·馬克辛·內爾·蒙塔古（Ashley Faith Maxine Nell Montagu）。夫妻二人其後分居，並最終於2006年離婚；公爵於翌年9月21日和任職地產代理的美國籍女子勞拉·安·史密斯（Laura Ann Smith）再婚，至今無嗣。
據報導，公爵在2009年透露，由於他在1993年當時在澳洲仍和馬里昂保持婚姻關係，其與溫迪的婚姻實際上應為無效。他其後停止支付子女撫養費，其家族信託亦不再向他的兩名子女發放資金；溫迪其後以兩名子女的名義就此提出訴訟。英格蘭及威爾斯高等法院法官克里斯多福·弗洛伊德在2011年宣判，指由於公爵當時合理地相信該次婚姻是有效的，即使他和溫迪的婚姻實際上並不合法，但兩名子女仍有權從家族信託獲取收入。根據《1959年婚生地位法》規定，在子女的母親受孕時，或兩人舉行婚禮時，無效婚姻的其中一方合理地相信該次婚姻是有效的，該無效婚姻的子女仍須視作為其父母所生的婚生地位子女。
2013年，公爵據報在拉斯維加斯再次因詐騙罪被捕，他在2011年於沒有任何資金、財產或信貸支持下支付了一張3,575美元的支票。他對該項指控沒有提出異議，法庭其後判處90天緩刑，並要求亞歷山大在6個月時間內償還3,575美元的債務。由於公爵並未如期還清債務，且未能按照法庭要求出庭，法庭在2014年6月對其發出拘捕令。
亞歷山大在2016年夏天再次因擅闖一名女子居住的公寓而干犯企圖爆竊罪被捕，其後被拉斯維加斯法院判處5年有期徒刑，並須賠償該名女子1,250美元。